# Carl Friedrich Dieterici
Carl Friedrich Wilhelm Dieterici, auch Karl Friedrich Wilhelm Dieterici (* 23. August 1790 in Berlin; † 30. Juli 1859 ebenda), war ein Statistiker und Nationalökonom.

## Leben
Carl Friedrich Wilhelm Dieterici studierte ab 1809 in Königsberg und Berlin die Rechte und Geschichte, machte als Ingenieur-Geograf und Offizier im Hauptquartier Blüchers die Feldzüge gegen Frankreich mit und wurde nach mehrfach andrer Verwendung im Staatsdienst 1820 im Kultusministerium zu Berlin beschäftigt, 1831 zum Geheimen Oberregierungsrat, 1834 unter Beibehaltung seiner Stellung im Ministerium zum Professor der Staatswissenschaften an der Universität sowie 1844 als Nachfolger von Hoffmann zum Direktor des Königlich Preußischen Statistischen Bureaus ernannt. In den Jahren 1841/42 und 1851/52 war er Rektor der Friedrich-Wilhelms-Universität zu Berlin. 1847 wurde er Mitglied der Preußischen Akademie der Wissenschaften. Die Königliche Belgische Akademie der Wissenschaften nahm ihn 1856 als assoziiertes Mitglied auf.
Nach seinem Tode folgte ihm Ernst Engel im Amt des Direktors des Königlich Preußischen Statistischen Bureaus nach. 

## Schriften
- Wilhelm Dieterici: Geschichtliche und statistische Nachrichten ueber die Universitaeten im preussischen Staate. Duncker & Humblot, Berlin 1836 (Digitalisat)
- Carl Friedrich Dieterici: Statistische Übersicht der wichtigsten Gegenstände des Verkehrs und Verbrauchs im Preußischen Staate und im deutschen Zollverbande, in dem Zeitraume von 1831 bis 1836. Band 1–6, Berlin u. a.: Mittler 1838–1857 (Universität Köln)
- Carl Friedrich Wilhelm Dieterici: Der Volkswohlstand im Preussischen Staate. In Vergleichungen aus den Jahren vor 1806 u. von 1828 bis 1832, so wie aus d. neuesten Zeit, nach statist. Ermittelungen u. d. Gange d. Gesetzgebung aus amtl. Quellen. Berlin, Posen, Bromberg: Mittler 1846 (Universität Köln)
- Über Auswanderungen und Einwanderungen, letztere in besonderer Beziehung auf den Preußischen Staat; vom statistischen Standpunkte. Berlin, Posen, Bromberg: Mittler 1847 (Universität Köln)
- Die Bevölkerung des Preußischen Staats nach der amtlichen Aufnahme des Jahres 1846. Berlin: Nicolai 1848 (Universität Köln)
- Über die Zunahme der Bevölkerung im preußischen Staate in Bezug auf Verteilung derselben nach Stadt und Land. In: Abhandlungen der Königl. Akademie der Wissenschaften zu Berlin : Philologisch-historische Klasse ; 1857, Berlin: Duemmler 1857, S. 99–164 (Universität Köln)
- Handbuch der Statistik des preussischen Staates Berlin: Mittler 1861, posthum von seinem Sohn Karl D. herausgegeben. (Universität Köln)
- Carl Dieterici: Zur Geschichte der Steuer-Reform in Preußen von 1810 bis 1820. Archiv Studien, Berlin: Reimer 1875, (Universität Köln)